# Shinji Morisue
Shinji Morisue' (Okayama, 22 mei 1957) is een Japans turner.
Morisue won tijdens de Wereldkampioenschappen turnen 1983 de bronzen medaille in de landenwedstrijd.
Tijdens de Olympische Zomerspelen 1984 won Morisue drie medailles de gouden medaille aan de rekstok de zilveren medaille op sprong en de bronzen medaille in de landenwedstrijd.

## Resultaten

### Olympische Zomerspelen
| Jaar | Plaats      | Resultaten                                     |
| ---- | ----------- | ---------------------------------------------- |
| 1984 | Los Angeles | aan de rekstok op sprong in de landenwedstrijd |

### Wereldkampioenschappen turnen
| Jaar | Plaats    | Resultaten                                               |
| ---- | --------- | -------------------------------------------------------- |
| 1983 | Boedapest | in de landenwedstrijd · 4e aan de rekstok · 7e op sprong |

1896: Hermann Weingärtner ·
1904: Anton Heida, Edward Hennig ·
1924: Leon Štukelj ·
1928: Georges Miez ·
1932: Dallas Bixler ·
1936: Aleksanteri Saarvala ·
1948: Josef Stalder ·
1952: Jack Günthard ·
1956: Takashi Ono ·
1960: Takashi Ono ·
1964: Boris Sjachlin ·
1968: Akinori Nakayama, Mikhail Voronin ·
1972: Mitsuo Tsukahara ·
1976: Mitsuo Tsukahara ·
1980: Stojan Deltsjev ·
1984: Shinji Morisue ·
1988: Vladimir Artemov, Valery Ljoekin ·
1992: Trent Dimas ·
1996: Andreas Wecker ·
2000: Aleksej Nemov ·
2004: Igor Cassina ·
2008: Zou Kai ·
2012: Epke Zonderland ·
2016: Fabian Hambüchen ·
2020: Daiki Hashimoto · 
2024: Shinnosuke Oka
- International Standard Name Identifier: 0000 0003 7970 7641
- Bibliotheek van het Japanse parlement: 00167828
- Virtual International Authority File: 257783322